# Augusta Berbuto
 (mai 2022).
Augusta Jeanne Berbuto, née le 27 septembre 1914 à Liège et décédée le 2 septembre 1986, est une sculptrice et dessinatrice belge.

## Biographie
Formée à l'Académie royale des beaux-arts de Liège (1939-1951), Augusta Berbuto suit des leçons de dessin avant de fréquenter des cours de sculpture dispensés par les professeurs Marceau Gillard et Adelin Salle. À la fin de ses études, en 1951, elle reçoit la grande médaille d'argent du gouvernement pour la sculpture. Dès 1952, Berbuto expose régulièrement à Liège et dans d'autres villes belges. Révélée, en premier lieu, par ses sculptures en plâtre, elle se fait progressivement remarquer pour ses dessins réalisés à la plume. Elle illustre également plusieurs ouvrages et recueils de poèmes. En 1963, elle participe à un projet important qui marque sa carrière. Un de ses dessins est sélectionné pour l'exposition internationale 105 Portraits de l'Oiseau-qui-n'existe-pas sur un poème de Claude Avelin qui se déroule au Musée national d'Art moderne à Paris.   

## Œuvres
- Léda, sculpture en plâtre, 1952, musée Wittert
- La Sirène, sculpture en béton, vers 1952, musée Wittert
- Tête en taille directe, sculpture en pierre, vers 1958, Palais des congrès de Liège
- L'oiseau de l'Impossible, dessin à l'encre de couleurs, 1959, Centre Pompidou
- Moi, dessin à l'encre noire et au crayon, musée Wittert

Le musée Wittert de l'université de Liège, conserve aujourd'hui plus de 2 000 œuvres d'Augusta Berbuto, qui ont été léguées à la mort de l'artiste.